# Jean-Michel Fête
Pour les articles homonymes, voir Fête (homonymie).
Jean-Michel Fête est un acteur français.

## Biographie
Il est principalement connu pour ses seconds rôles de fonctionnaire de police, comme dans Les Bleus, premiers pas dans la police ou Le Gendre idéal (et sa suite).
En 1998, il est nommé pour le Prix Michel-Simon dans la catégorie meilleur acteur pour son rôle dans Sélect Hôtel.
Il pratique également le doublage, notamment pour la société Alter Ego et fut la voix française de Johnny Depp et Rhys Ifans à plusieurs reprises.
En 2008, il écrit et réalise son premier film, un court-métrage intitulé Le soyeux de la belette puis viendront 2 autres films écrits et réalisés par lui : Lâcher la rampe et Welcome Jeanine.

## Théâtre
- 2007 : Épluche ce qu'il en reste, de Daniil Harms et Catherine Vallon, mise en scène Marie Marfaing et Catherine Vallon, Echangeur

## Filmographie

### Cinéma

#### Longs métrages
- 1989 : Anna Luna, premier voyage
- 1991 : La Neige et le Feu de Claude Pinoteau
- 1993 : Toxic Affair de Philomène Esposito
- 1994 : Pigalle de Karim Dridi
- 1994 : Comme un dimanche de Olivier Jahan
- 1995 : Corps inflammables  de Jacques Maillot: Amigos
- 1995 : Le Hussard sur le toit de Jean-Paul Rappeneau
- 1995 : En avoir (ou pas) de Laetitia Masson : le commercial en voyage
- 1996 : Anna Oz de Éric Rochant : l'ami de Corinne
- 1996 : Sélect Hôtel de Laurent Bouhnik : Tof (rôle principal)
- 1996 : Enfants de salaud de Tonie Marshall : le flic du commissariat
- 1996 : Mon homme de Bertrand Blier
- 1997 : Le Cousin d'Alain Corneau : Alex
- 1997 : Un arrangement : Gilbert
- 1998 : J'aimerais pas crever un dimanche de Didier Le Pêcheur : Nico, l'homme atteint du SIDA
- 1998 : Les Jours bleus : Maxime
- 1998 : No Happy End
- 1999 : 1999 Madeleine de Laurent Bouhnik : Mathieu
- 2000 : Lise et André de Denis Dercourt : un agresseur
- 2000 : La Faute à Voltaire de Abdellatif Kechiche : Philippe
- 2000 : Exit de Olivier Megaton : Éric
- 2000 : À corps perdu : Fred, le barman
- 2000 : Un possible amour de Christophe Lamotte : André
- 2002 : Bâtards de Fred Saurel : Julien
- 2002 : Total Khéops d'Alain Bévérini : Cerutti
- 2002 : Jojo la frite de Nicolas Cuche : le policier #2
- 2006 : À peine s'était-elle endormie... : le père
- 2006 : Charell de Mickael Hers : Daniel
- 2006 : Barrage de Raphaël Jacoulot : David
- 2008 : Go Fast d'Olivier Van Hoofstadt : Meco
- 2009 : Nord-Paradis : Christophe
- 2013 : La Braconne de Samuel Rondière : le flic
- 2015 : Disparue en hiver : l'homme au 4X4
- 2017 : Un sac de billes de Christian Duguay
- 2018 : Vaurien de Mehdi Senoussi : Franck
- 2020 : L'Enfant rêvé de Raphaël Jacoulot : Eric
- 2022 : Novembre de Cédric Jimenez : représentant PP

#### Comme réalisateur
- 2008 : Le Soyeux de la belette (court-métrage)
- 2010 : Lâcher la rampe (court métrage)
- 2012 : Welcome Jeanine (court métrage)

#### Comme scénariste
- 2008 : Le Soyeux de la belette (court-métrage)
- 2010 : Lâcher la rampe (court métrage)
- 2011 : Deuxième couleur (long métrage)
- 2012 : Welcome Jeanine (court métrage)
- 2013 :  ici J. (long métrage)

### Télévision

#### Téléfilms
- 1997 : Le Serre aux truffes : Jacques Manier
- 2000 : Victoire, ou la douleur des femmes : Nicolas
- 2002 : Vertiges - Sang d'encre de Didier Le Pêcheur : Jacques
- 2004 : Colette, une femme libre : Léo
- 2005 : Nuit noire, 17 octobre 1961 : Bertaut
- 2007 : Les Camarades : Jean Keller
- 2008 : Le Gendre idéal : Marty
- 2008 : De sang et d'encre : Christian Fabre
- 2010 : Le Gendre idéal 2 : Marty
- 2012 : Yann Piat, chronique d'un assassinat d'Antoine de Caunes : Jean-Louis Fargette
- 2013 : Alias Caracalla d'Alain Tasma
- 2014 : Bleu catacombes de Charlotte Brandström
- 2016 : Meurtres à Dunkerque de Marwan Abdallah
- 2018 : Ma mère, le crabe et moi de Yann Samuell

#### Séries télévisées
- 1996 : Les Alsaciens ou les Deux Mathilde de Michel Favart (feuilleton TV) : Peter Imhof
- 1999 : Brigade spéciale : Paul (épisode La 7e Victime)
- 2002 : Crimes en série : Morton (épisode Le Voyeur)
- 2003 : Femmes de loi : Yvon Bory (épisode Tableau de chasse)
- 2003 : Fargas : le braqueur au revolver (épisode La Loi du sang)
- 2006 : Sauveur Giordano : Pascal Ribero (épisode Doubles Vies)
- 2006-2010 : Les Bleus, premiers pas dans la police : capitaine Étienne Duval
- 2010 : Profilage : Chami (épisode Une vie pour une autre)
- 2012 : Le Sang de la vigne : François Norbert (épisode Les veuves soyeuses)
- 2014 : Caïn :  (épisode Caïn et Abel)
- 2014 : RIS police scientifique:  (épisode Le rat et la danseuse)
- 2016 : Section Zéro d'Olivier Marchal
- 2017 : Cherif (saison 5)
- 2018 : Ben (mini-série) de Akim Isker
- 2020 : Black and White de Moussa Sène Absa : Victor Duroy (Série télévisée) - France 3
- 2022 : Visitors (série) de Simon Astier : Colonel

## Doublage

### Cinéma

#### Films
- Rhys Ifans dans (7 films)[réf. nécessaire] :
  - Coup de foudre à Notting Hill (1999) : Spike
  - Good Morning England (2009) : Gavin Kavanagh
  - Nanny McPhee et le Big Bang (2010) : oncle Phil
  - Cinq ans de réflexion (2012) : Winton Childs
  - Serena (2014) : Galloway
  - Broadway Therapy (2015) : Seth Gilbert
  - Snowden (2016) : Ewen MacAskill
- Mads Mikkelsen dans[réf. nécessaire] :
  - Pusher (1996) : Tonny
  - Pusher 2 : Du sang sur les mains (2004) : Tonny
  - Exit (2006) : Thomas
- Johnny Depp dans[réf. nécessaire] :
  - La Neuvième Porte (1999) : Dean Corso
  - The Man Who Cried (2000) : César
  - Le Chocolat (2000) : Roux
- Michael Shannon dans[réf. nécessaire] :
  - 99 Homes (2014) : Rick Carver
  - Free Love (2015) : Dane Wells
  - Nocturnal Animals (2016) : Bobby Andes

- Guy Pearce dans :
  - Memento (2000) : Leonard
  - Le Pacte (2011) : Simon

- Andy Lau dans :
  - Infernal Affairs (2002) : Lau Kin Ming
  - Infernal Affairs 3 (2003) : Lau Kin Ming[1]
- Željko Ivanek dans : 
  - Dogville (2003) : Ben
  - Manderlay (2005) : le docteur Hector
- Christian Bale dans :
  - I'm Not There (2007) : Jack Rollins/Father John
  - 3 h 10 pour Yuma (2007) : Dan Evans
- Christopher Eccleston dans :
  - 60 secondes chrono (2000) : Raymond Calitri
  - Legend (2016) : Leonard « Nipper » Read
- 1998 : Festen : Michael (Thomas Bo Larsen)
- 1998 : Les Idiots : Axel (Knud Romer Jørgensen (da))
- 2000 : Amours Chiennes : Ramiro (Marco Pérez)
- 2001 : Capitaine Corelli : Capitaine Antonio Corelli (Nicolas Cage)
- 2002 : Apartment 5C : Harold (Richard Edson)
- 2003 : Basic : sergent Ray Dunbar (Brian Van Holt)
- 2004 : Kill Bill : Volume 2 : Tommy Plympton (Christopher Allen Nelson)
- 2005 : Cursed : Jake (Joshua Jackson)
- 2005 : Le Secret de Brokeback Mountain : Ennis Del Mar (Heath Ledger)
- 2005 : Danny the Dog : Raffles (Vincent Regan)
- 2005 : Kingdom of Heaven : shérif du village (Nikolaj Coster-Waldau)
- 2005 : Une vie inachevée : Gary Watson (Damian Lewis)
- 2009 : Tetro : Angelo « Angie » Tetrocini (Vincent Gallo)
- 2010 : Robin des Bois : le Seigneur Godefroy (Mark Strong)
- 2010 : Twelve : le narrateur (Kiefer Sutherland)
- 2010 : Les Yeux de Julia : inspecteur Dimas (Francesc Orella)
- 2011 : Route Irish : Fergus (Mark Womack)
- 2011 : Contagion : Roger (John Hawkes)
- 2012 : Reality : Enzo (Raffaele Ferrante)
- 2012 : Pacific Rim : Hercules "Herc" Hansen (Max Martini)
- 2013 : The Immigrant : Bruno Weiss (Joaquin Phoenix)
- 2013 : Inside Llewyn Davis : Johnny Five (Garrett Hedlund)
- 2014 : Welcome to New York : détective Rosario (José Ramón Rosario)
- 2014 : American Sniper : Capitaine Martens (Sam Jaeger)
- 2014 : Phoenix : Johannes « Johnny » (Ronald Zehrfeld)
- 2017 : The Birth of a Nation : Earl Fowler (Jayson Warner Smith)
- 2017 : Le Caire confidentiel : Noureddine Mostafa (Fares Fares)
- 2018 : In the Fade : le commandant Gerrit Reetz (Henning Peker)
- 2018 : Juliet, Naked : Duncan Thomson (Chris O'Dowd)
- 2019 : Pinocchio : Docteur Corbeau / le directeur du cirque (Massimiliano Gallo)
- 2019[2] : La Loi de Téhéran : Samad Majidi (Payman Maadi)
- 2022 : La Ruse : Jock Horsfall (Mark Bonnar)
- 2022 : Sans filtre : le capitaine Thomas Smith (Woody Harrelson)
- 2022 : Caravage : Michelangelo Merisi, dit Le Caravage (Riccardo Scamarcio)
- 2023 : Asteroid City : Hank (Matt Dillon)

### Télévision

#### Téléfilm
- 2018 : L'amant secret : le lieutenant Cline (Jeff Rose)

#### Séries télévisées
- 2011-2012 : Nikita : Max Ovechkin (Illarion Unhuryan)
- 2014 : The Driver : Vince McKee (David Morrissey) (mini-série)
- 2015 : Occupied : Thomas Eriksen (Vegar Hoel (no)) (saison 1)
- 2015-2016 : Aquarius : Roy Kovic (David Meunier) (16 épisodes)
- 2017 : Ten Days in the Valley : Pete Greene (Kick Gurry)
- 2017 : Three Girls : Sandy Guthrie (Jason Hughes)
- 2018 : The Little Drummer Girl : Martin Kurtz (Michael Shannon) (mini-série)
- 2018 : Mystery Road : Erroll Campbell (Erroll Shand)
- 2019 : Black Summer : Phil (Stafford Perry)
- 2020 : L'Empire Oktoberfest : Ignatz Hoflinger (Francis Fulton-Smith) (mini-série)
- 2021-2023 : Dom : Hélio (Ademir Emboava)

## Distinctions

### Récompenses
- 1998 : Prix Michel-Simon pour Sélect Hôtel (nommé)